# Rheinland-Pfalz
Rheinland-Pfalz là một bang trong vùng tây-nam của nước Cộng hòa Liên bang Đức. Rheinland-Pfalz được thành lập sau Chiến tranh thế giới thứ hai vào ngày 30 tháng 8 năm 1946, chủ yếu từ các vùng đất của tỉnh Rhein thời Vương quốc Phổ, Reinhessen (tỉnh) và vùng đất chính tả ngạn sông Rhein của Kurpfalz. Bang có đường biên giới với vùng Grand Est của Pháp, quận Grevenmacher của Luxembourg và các tỉnh Luxembourg, Liège của Bỉ.